# Pierre Jean Beckx

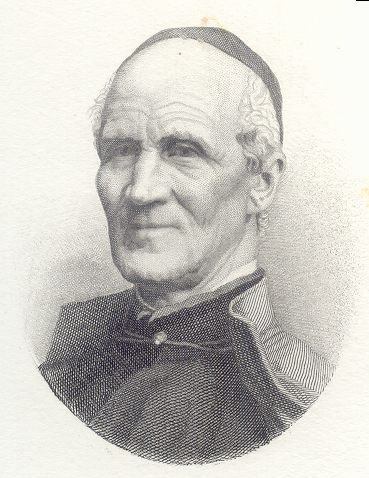
Pater Pierre Jean Beckx, zeitgenössischer Stich

Pierre Jean Beckx (* 5. Februar 1795 in Zichem bei Löwen, Belgien; † 4. März 1887 in Rom) war ein belgischer Jesuitenpater und  22. General der Societas Jesu (SJ).

## Leben
Beckx, Sohn eines Schuhmachers, besuchte nach der Lateinschule Zichem ab 1815 das Jesuitenkolleg in Mechelen, wo er am 7. März 1819 die Priesterweihe empfing. Er war zunächst acht Monate lang Seelsorger in Uccle/Ukkel bei Brüssel, am 29. Oktober 1819 trat Beckx der Ordensgemeinschaft der Gesellschaft Jesu bei. Nach seelsorgerischen Tätigkeiten in Hamburg, Hildesheim und Braunschweig wurde er in Hildesheim Professor für Kirchenrecht.
Als 1825 Herzog Friedrich Ferdinand von Anhalt-Köthen und seine Frau Julie von Brandenburg zum katholischen Glauben konvertierten, wurde Beckx als Beichtvater und Hofkaplan nach Köthen gesandt. Nach dem Ableben des Herzogs 1830 übersiedelte er mit dessen Witwe, der Herzogin Julie, nach Wien. Während seines Wiener Aufenthalts wurde er mehrere Male von seinem Orden, aber auch vom Heiligen Stuhl, mit wichtigen Missionen in die Lombardei, nach Ungarn und nach Bayern betraut. Im Revolutionsjahr 1848 starb Herzogin Julie und Beckx wurde mit allen anderen Jesuiten aus Österreich vertrieben.
Beckx ging zurück nach Belgien und wurde 1851 Rektor des Kollegs in Löwen. Bald kehrte er jedoch wieder nach Österreich zurück und wurde 1852 zum Superior von Ungarn ernannt. Kurze Zeit später avancierte er zum Provinzial der Provinz Österreich. In dieser Eigenschaft beteiligte er sich an der Kongregation der Prokuratoren in Rom.
Als am 8. Mai 1853 der 21. General des Ordens, Joannes Philippus Roothaan starb, wählte die Generalversammlung am 2. Juli 1853 Beckx einstimmig zum 22. General des Ordens.
Beckx gelang es als Jesuitengeneral, die Zahl der Ordensmitglieder mehr als zu verdoppeln. Während seiner Amtszeit wurden in Irland, Frankreich, Spanien, Portugal und Nordamerika neue Jesuitenprovinzen erstellt. Auch die häufigen Missionen in protestantische Gegenden und der bedeutende Einfluss, welchen der Orden besonders seit Ende der 1850er Jahre gewonnen hatte, waren vornehmlich seiner geschickten Leitung der Ordensangelegenheiten zuzuschreiben.
Während seiner Amtszeit wurde die Ordens-Zeitschrift Civiltà cattolica (Italien) gegründet. Außerdem war er Mitbegründer der Etudes (Frankreich), der Stimmen aus Maria Laach (Deutschland) (heute: Stimmen der Zeit) und der Zeitschrift für katholische Theologie (Österreich).
1873 siedelte Beckx mitsamt der Generalkurie des Ordens nach Fiesole bei Florenz um. Auf eigenen Wunsch bekam Beckx 1884 Antonius Anderledy zur Seite gestellt, cum iure successionis (mit dem Recht der Nachfolge). So wurde Anderledy noch am Todestag Beckx’ zum neuen General ausgerufen.
Seine letzten Jahre verbrachte Beckx wieder in Rom, wo er im Alter von 92 Jahren am 4. März 1887 verstarb.
Der für Indien bedeutsame Jesuitenbischof Charles Lavigne (1840–1913) wirkte vor seiner Missionstätigkeit 4 Jahre lang als sein Sekretär und wurde von ihm geprägt.

## Publikationen (Auswahl)
- Monat Mariä, Freiburg 1885